# ウィジャボード
ウィジャボード（英: Ouija board、ウィジィボード）は、降霊術もしくは交霊術を崩した娯楽のために用いる文字盤。1890年イライジャ・ボンドが米国特許を取得｡1892年にパーカー・ブラザーズ社が占い用ゲーム用品として発売した商品で、ウイジャ（Ouija）とは、フランス語で「はい」を意味する Oui と、ドイツ語で「はい」を意味する Ja から作られた造語である。19世紀中盤に始まる心霊主義に起源を持つ。当時は人の死後の霊魂と会話するために振り子や自動筆記などの技術を用いていた。

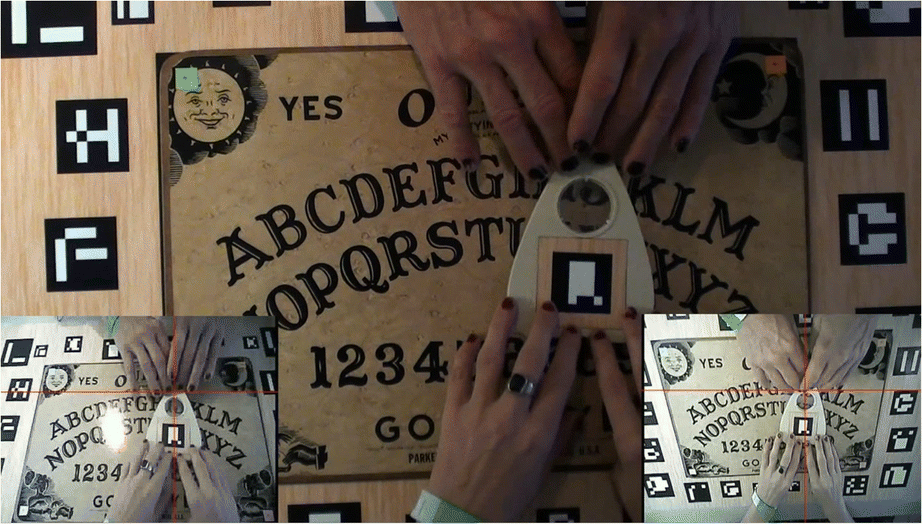
ウィジャボードを使用したビデオ実験の様子

ウィジャボードはアルファベットや数字などの文字が書かれたボードが一枚と、文字を指し示すためのプランシェットという器具一個からなる。
遊び方（使い方）は日本のコックリさんと似ている。複数人で文字盤を囲み、参加者全員が文字盤の上に置かれたプランシェットに手や指を添える。誰かが質問をすると、プランシェットが動き出し、回答を文字で指し示す。
プランシェットが動く理由は、人間の無意識な動きによるオートマティスムであるとされる。ある実験では、腕の筋肉電位と同時にプランシェットの動きを測定するとプランシェットが動き始める前に筋肉が収縮していた。
アメリカ海軍では、航空母艦等で艦載機等の駐機・格納・発着艦計画を検討するための机上演習盤（スポッティングボード）をこれになぞらえて「ウィジャボード」と呼ぶことがある。

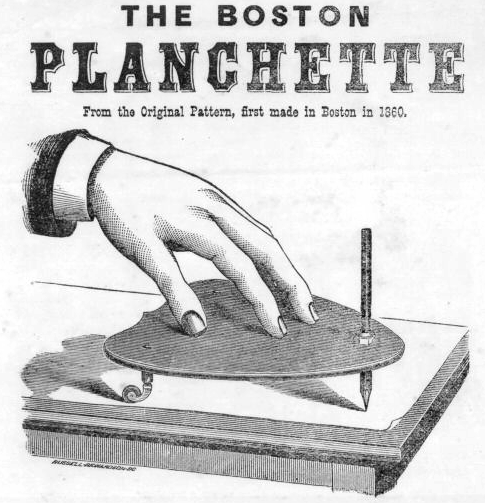
1860年代にボストンで売られたプランシェット（英語版）
National OuijaBoardCo.の装置(1920年)
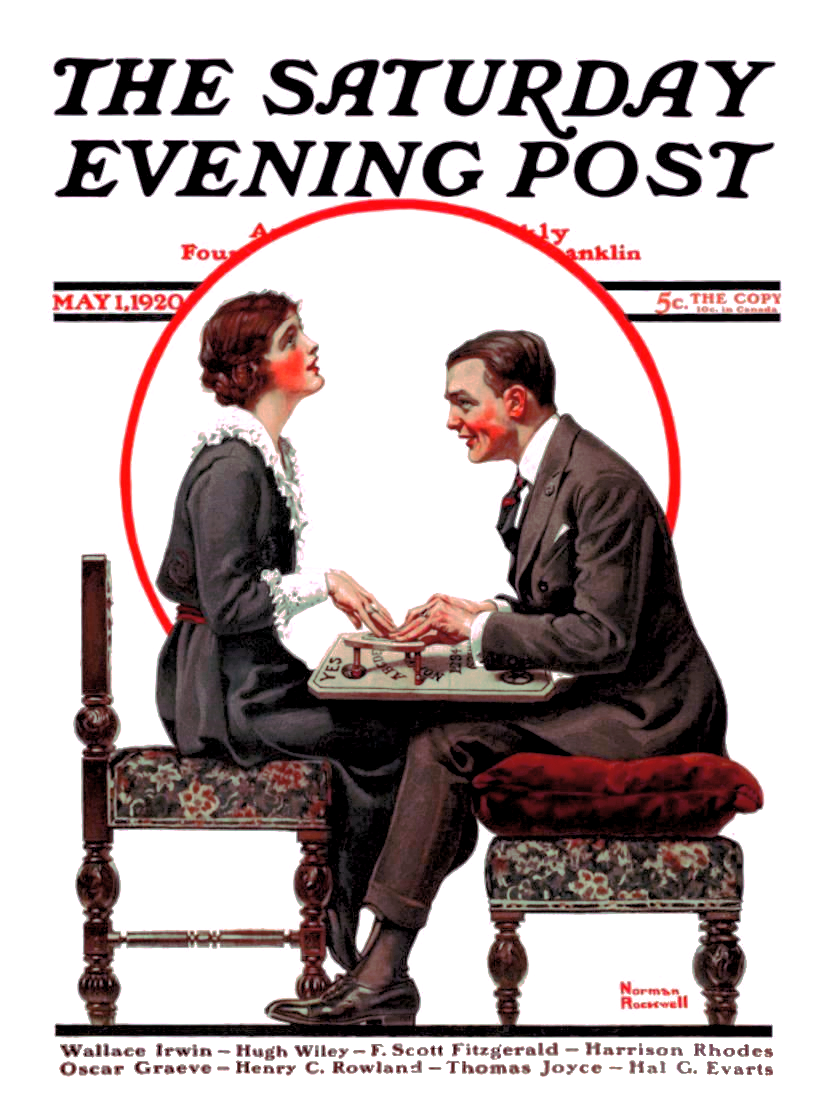
F・スコット・フィッツジェラルド著、ノーマン・ロックウェル絵『バーニスボブス彼女の髪（英語版）』(1920年)
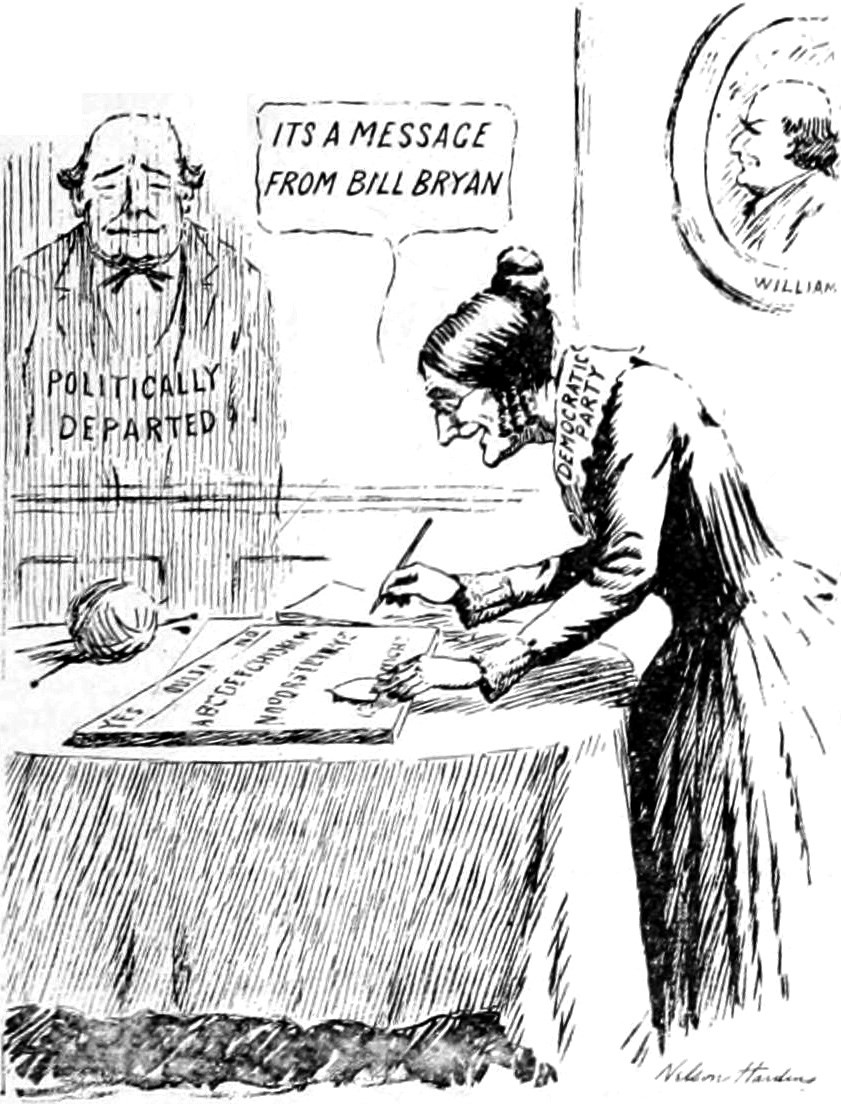
ネルソン・ハーディング（英語版）の風刺漫画『ウィジャボードをだます』(1920年)
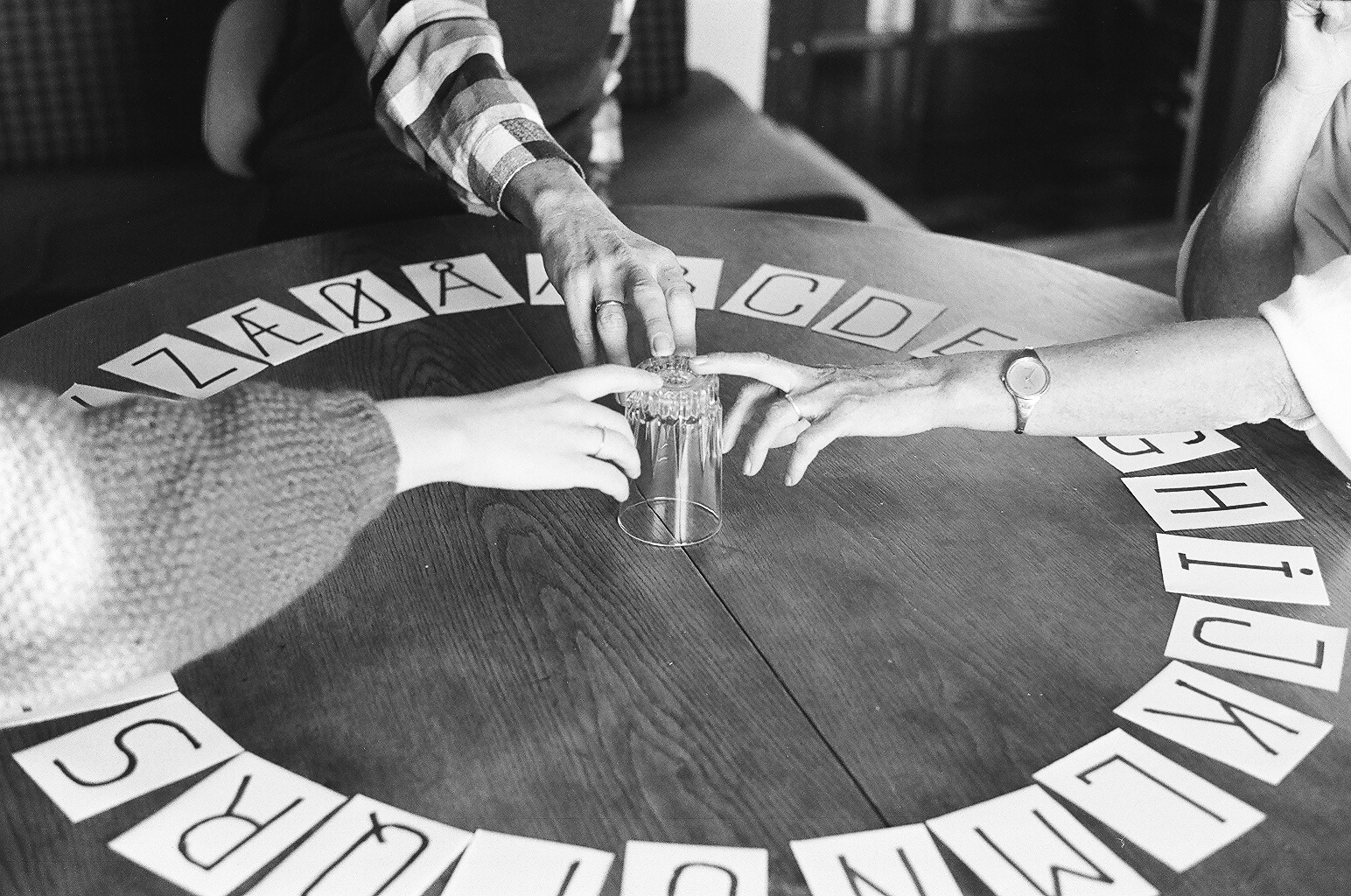
1987年の雑誌の写真